# Sargans
Sargans es una comuna y ciudad histórica suiza del cantón de San Galo, capital del distrito de Sarganserland. Limita al noroeste con la comuna de Wartau, al este con Balzers (FL) y Fläsch (GR), y al sur y al oeste con Mels.